# Локомотив-Баладжары
«Локомотив-Баладжары» — бывший азербайджанский футбольный клуб из бакинского посёлка Баладжары. 4 сезона подряд (2011/12-2014/15) выступал в Первом дивизионе чемпионата Азербайджана.

## История
Был основан в 2011 году. «Локомотив-Баладжары» являлся дочерним клубом ФК «Баку», выступавшего в Премьер-лиге Азербайджана. Руководство бакинцев приняло решение не расформировывать юношескую команду (U-17) ФК «Баку», ставшую чемпионом Азербайджана в своей возрастной группе.
Таким образом, была создана команда «Локомотив-Баладжары» (названа по месту базирования клуба — бакинского посёлка Баладжары), которая принимала участие в Первом дивизионе чемпионата Азербайджана.

## Руководство клуба
- Президент клуба — Сенан Мамедов.

## Результаты

### Чемпионат
| Сезон   | Лига            | Место | Игр | В  | Н | П  | Р-М   | О  |
| ------- | --------------- | ----- | --- | -- | - | -- | ----- | -- |
| 2011/12 | Первый дивизион | 6     | 26  | 10 | 6 | 10 | 37-33 | 36 |
| 2012/13 | Первый дивизион | 8     | 24  | 7  | 3 | 14 | 28-38 | 24 |
| 2013/14 | Первый дивизион | 10    | 30  | 12 | 3 | 15 | 42-58 | 39 |
| 2014/15 | Первый дивизион |       |     |    |   |    |       |    |

### Кубок
| Сезон   | Стадия      |
| ------- | ----------- |
| 2011/12 | 1/16 финала |
| 2012/13 | 1/16 финала |
| 2013/14 | 1/16 финала |
| 2014/15 | 1/16 финала |